# El viaje más largo (novela)
El viaje más largo es una novela rosa de Nicholas Sparks, publicada el 17 de septiembre de 2013.
En 2015 se realizó una adaptación cinematográfica de la novela, protagonizada por Britt Robertson y Scott Eastwood.

## Resumen
Después de verse envuelto en un accidente de coche, la vida del anciano Ira Levinson se entrelaza con la de una joven estudiante, Sophia Danko, y el vaquero de quién está enamorada, Luke. La historia de la novela se narra desde la perspectiva de estos tres personajes, tanto su vida conjunta como separada.
A sus noventa años Ira Levinson tiene graves problemas de salud y se mantiene con vida gracias a la aparición de su difunta mujer, quién le ayuda a recordar su vida juntos: cómo se conocieron, los cuadros que coleccionaban y los momentos tan difíciles durante la Segunda Guerra Mundial.
A unos kilómetros de distancia, la vida de Sofía, estudiante del instituto Wake Forest, cambiará para siempre al conocer a un amor inesperado: Luke, un vaquero y jinete de toros, muy diferente a los chicos que había conocido hasta el momento. Juntos descubren los placeres del amor y también las dificultades que este comporta: la vida tan peligrosa de Luke.
Dos parejas con poco en común, pero que cuyas vidas inesperadamente se unirán.

## Black Mountain College
La inspiración del libro fue Black Mountain College, una escuela de artes liberales con algunos de los nombres más importantes del movimiento del arte moderno.  Estilos que aparecen en el libro: Expresionismo abstracto, Futurismo, Bauhaus, Cubismo y Abstracción lírica.
Los protagonistas Ira y Ruth Levinson visitaron el Black Mountain College durante su luna de miel y conocieron algunos estudiantes y artistas de esta escuela. Ira compró seis cuadros para Ruth, cosa que fue el inicio de más de mil cuadros del arte americano moderno del siglo XX. Artistas del libro: Ken Noland, Ray Johnson, Robert Rauschenberg, Elaine de Kooning, Willem de Kooning, Susan Weil, Pat Passlof, Jackson Pollock, Jasper Johns, Andy Warhol y Pablo Picasso.

## Película
Para más información acerca de la película véase El viaje más largo
Adaptación cinematográfica de 20th Century Fox, estrenada el 10 de abril de 2015. El director de la película es George Tillman Jr. y el guionista Craig Bolotin.  Britt Robertson hace el papel de Sophia Danko, Oona Chaplin el de Ruth, Scott Eastwood el de Luke Collins, Jack Huston el de Ira de joven, Barry Ratcliffe el del subastador y, Alan Alda el de Ira de mayor. 
El rodaje de la película empezó el 16 de junio de 2014 en Wilmington, Jacksonville y Winston-Salem.